# サッコの聖母 (ペルジーノ)
『サッコの聖母』（サッコのせいぼ、伊: Madonna del Sacco）として知られる『聖母子と幼児の聖ヨハネ、天使』（伊: Madonna con Bambino con San Giovannino e un angelo, 英: Madonna and Child with the Infant St John and an Angel）は、盛期ルネサンスのイタリアの巨匠ピエトロ・ペルジーノが1500年ごろに制作した絵画である。油彩。聖母子を主題としている。サッコ（Sacco）とはイタリア語で「袋」の意であり、『サッコの聖母』というタイトルは画中に描かれている背負い袋に由来している。古くからメディチ家が所有する絵画として知られており、現在はフィレンツェのパラティーナ美術館に所蔵されている。

## 作品

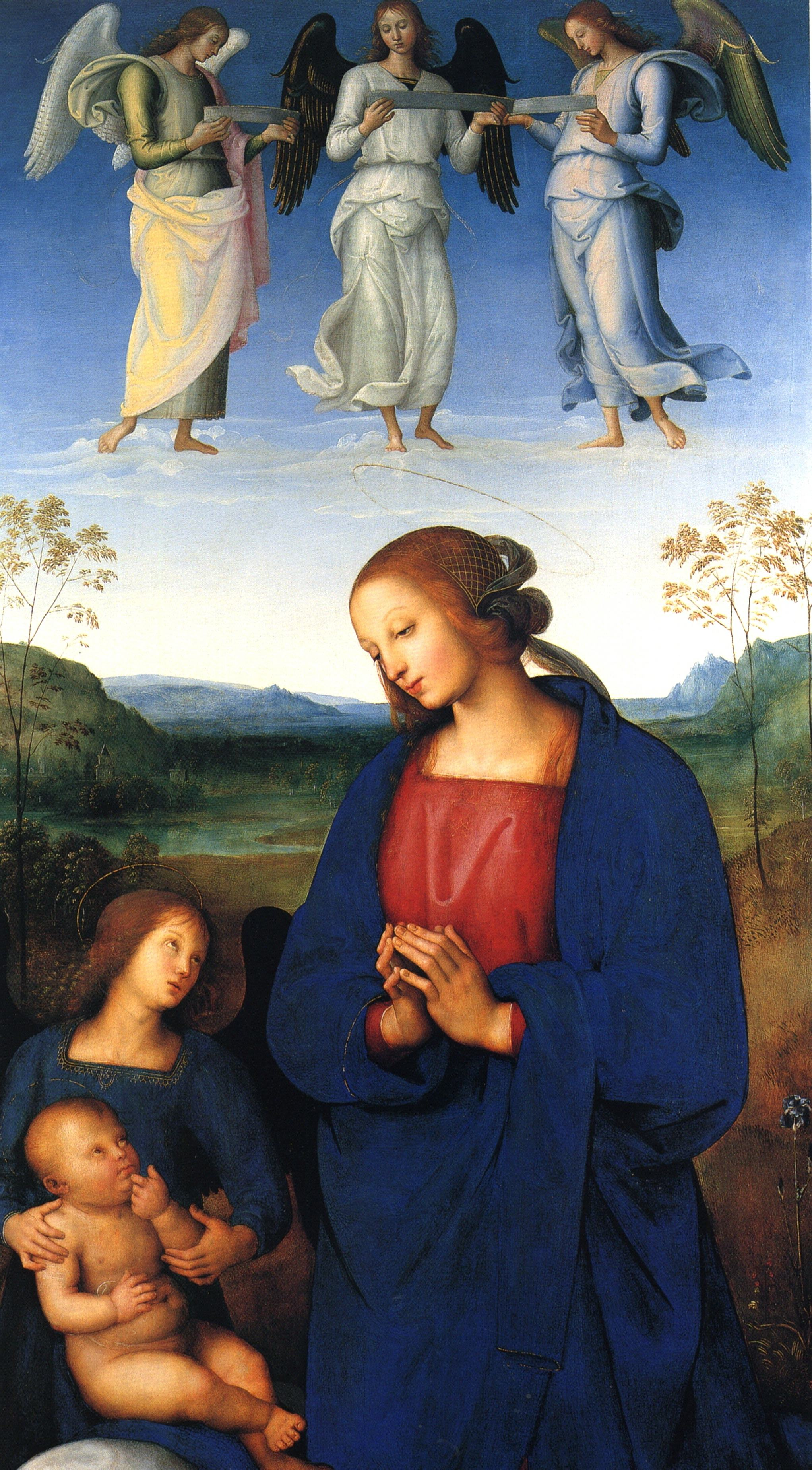
『チェルトーザ・ディ・パヴィアの多翼祭壇画』中央の『聖母子と天使』の聖母像。

ペルジーノは画面中央の前景でひざまずき、幼児のイエス・キリストを礼拝する聖母マリアを描いている。幼児のキリストは画面左で白い大きなサッコ（背負い袋）の上に座り、1人の天使によって愛情深い仕草で抱きしめられている。幼児のキリストが座っている白い袋は、彼らがエジプトへの逃避途上であることを示唆している。画面右の聖母の背後には幼児の洗礼者聖ヨハネがおり、聖母と同様にひざまずいて祈っている。構図はロンドンのナショナル・ギャラリーに所蔵されている『チェルトーザ・ディ・パヴィアの多翼祭壇画』（Certosa di Pavia Altarpiece）中央の『聖母子と天使』（The Virgin and Child with an Angel）とほぼ一致している。縦長の画面から正方形に近い画面に変更して、頭上の空から3人の天使が省略し、画面の内側に幼児キリストが座った袋全体を含め、さらに画面左に聖ヨハネを追加することで、ピラミッド型の安定した構図を作っている。
ペルジーノへの帰属はメディチ家の目録までさかのぼるが、ペルジーノの他の真筆画と比較するといくつかの明確な弱点があるため、現代の批評家は少なくともその一部をペルジーノの一派に委ねている。しかし作品の持つバランスのとれた静謐な構図と停止した瞑想の雰囲気のため、ペルジーノの作品リストから本作品を完全に除去することは難しい。イタリアの美術評論家ジョヴァンニ・バティスタ・カヴァルカゼルによると、本作品は『チェルトーザ・ディ・パヴィアの多翼祭壇画』のテーマの繰り返しである。一方ベントゥーリはウィーンのリヒテンシュタイン美術館に所蔵されているトンドに触発された模倣者の複製と考えた。修復後、近年の批評家は同祭壇画における聖母像のペルジーノの自筆の複製と見なしている。
『チェルトーザ・ディ・パヴィアの多翼祭壇画』の制作年代は1499年ないしその直後と考えられており、本作品はそれとほぼ同時期に制作されたと考えられている。

## 来歴
制作経緯や初期の来歴については不明である。しかし17世紀にはメディチ家のコレクションに含まれており、1635年にウフィツィ美術館の最も優れた作品を集めたトリブーナで記録されている。

## 複製
本作品の構図は人気があったらしく、リヒテンシュタイン美術館に所蔵されているペルジーノの工房あるいは追随者のものとされるトンドで同じ構図が繰り返されている。またヴェネツィア、カ・ドーロのジョルジョ・フランケッティ美術館にはペルジーノの弟子エウセビオ・ダ・サン・ジョルジョが制作したヴァリアントが所蔵されており、フランクフルトのシュテーデル美術館には工房によるヴァリアントが所蔵されている。

## ギャラリー

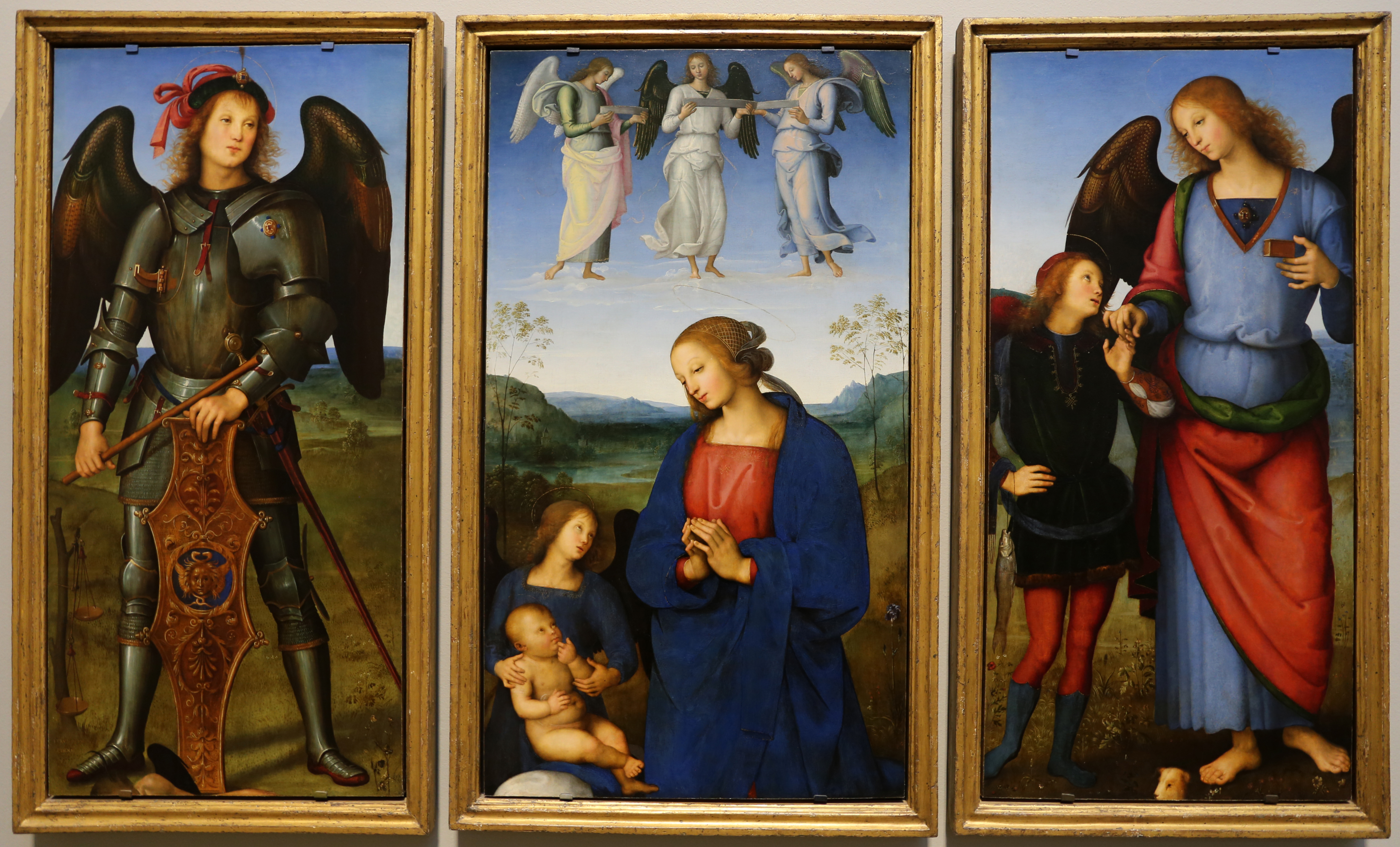
『チェルトーザ・ディ・パヴィアの多翼祭壇画』1496年-1500年ごろ ロンドン・ナショナル・ギャラリー所蔵
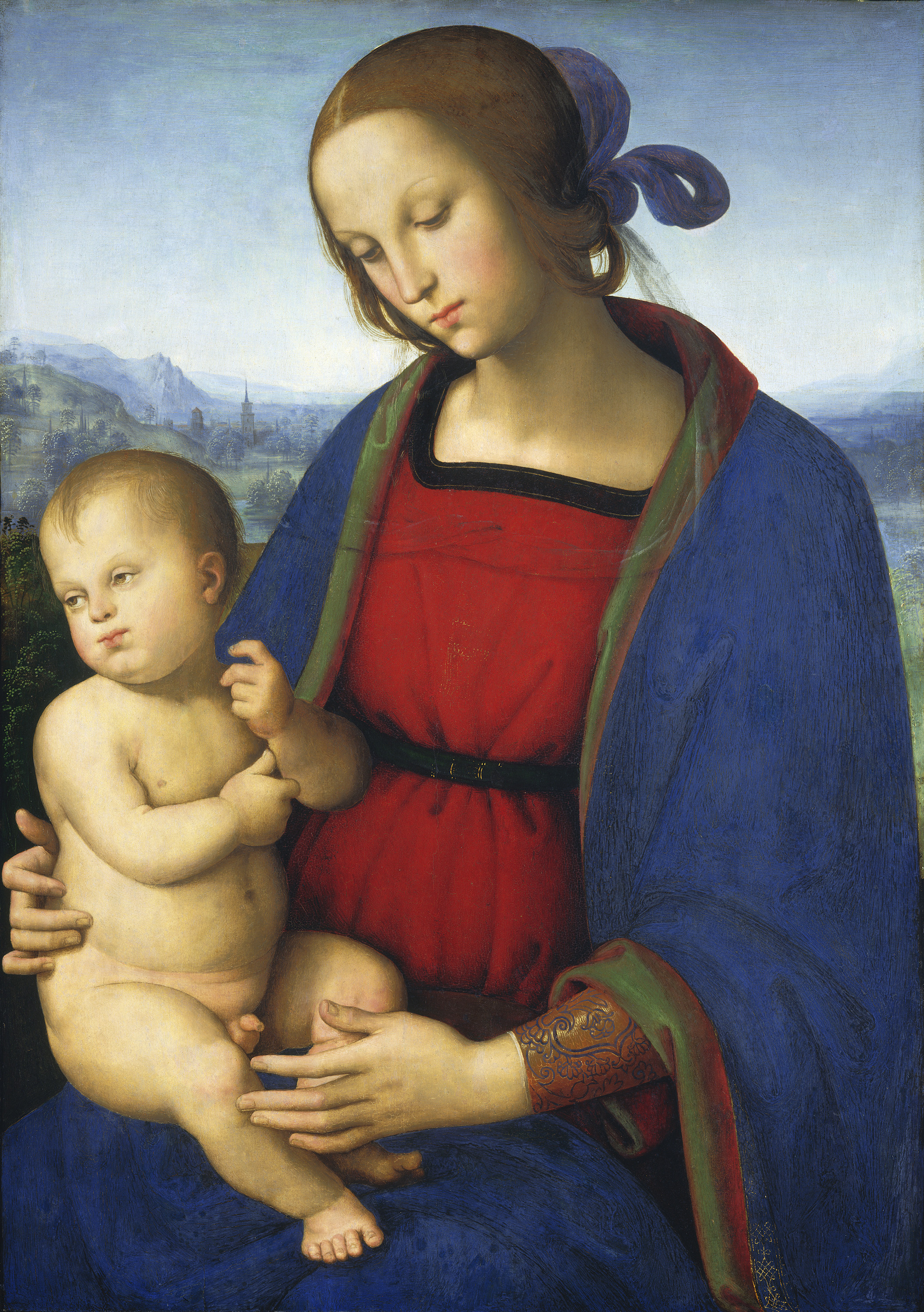
『聖母子』1500年ごろ ワシントン・ナショナル・ギャラリー所蔵
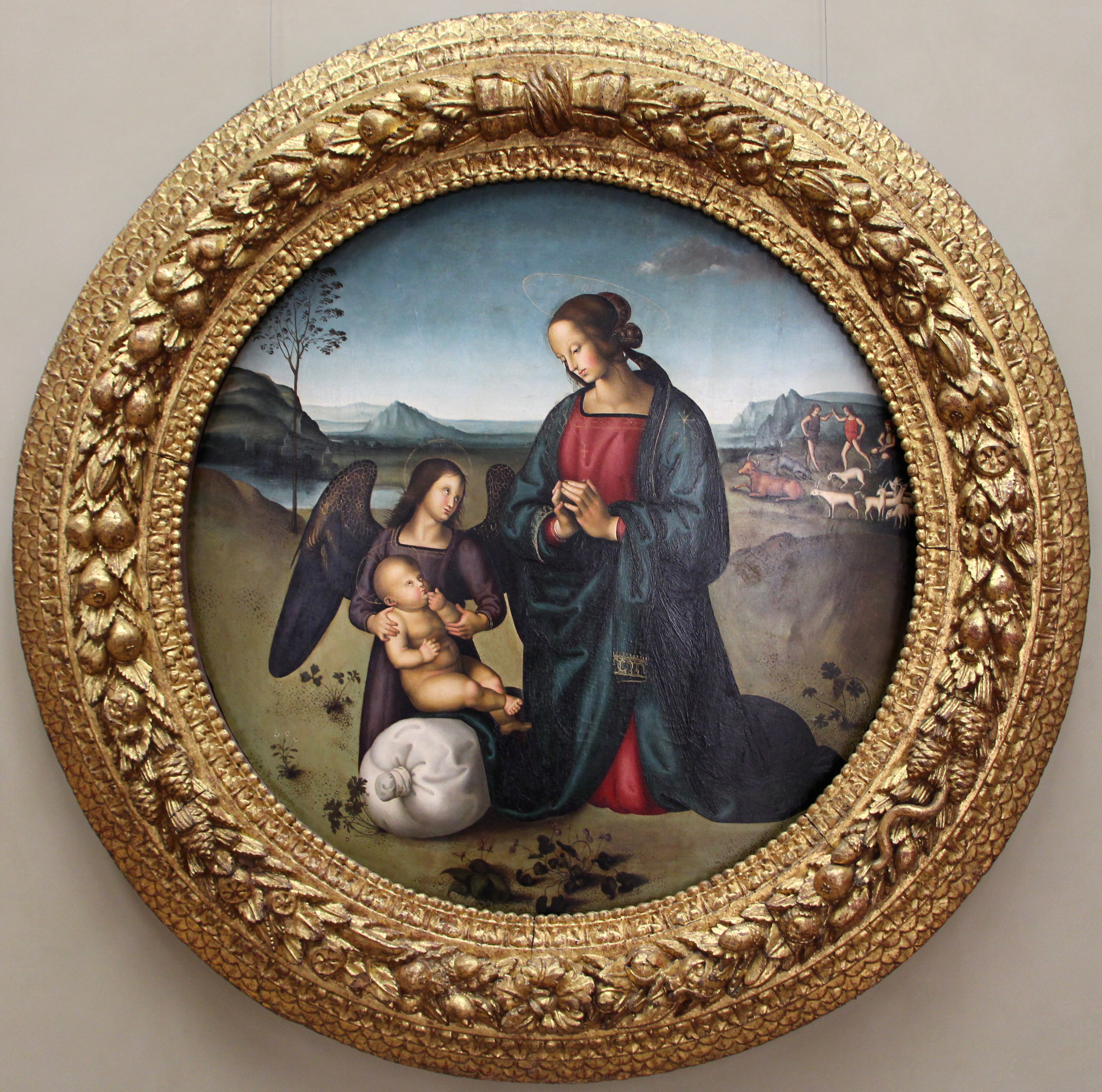
エウセビオ・ダ・サン・ジョルジョ（英語版）『サッコの聖母』ジョルジョ・フランケッティ美術館（英語版）所蔵